# HMS Bellerophon (1907)
HMS Bellerophon là một thiết giáp hạm dreadnought của Hải quân Hoàng gia Anh Quốc, là chiếc dẫn đầu cho lớp Bellerophon, và là chiếc tàu chiến thứ tư của Hải quân Hoàng gia được đặt theo tên hình tượng thần thoại Hy Lạp Bellerophon. Được chế tạo tại Xưởng tàu Hoàng gia ở Portsmouth và hoàn tất vào năm 1909, Bellerophon thoạt tiên gia nhập Hải đội Chiến trận 1; và khi Chiến tranh Thế giới thứ nhất nổ ra nó được điều sang Hải đội Chiến trận 4, ở lại đây cho đến năm 1919. Nó đã có mặt trong trận Jutland, nơi nó đã bắn 62 quả đạn pháo 12-inch và không bị hư hại hay tổn thất nào. Sau chiến tranh nó được đưa về lực lượng dự bị và bị bán để tháo dỡ năm 1921.

## Thiết kế và chế tạo

### Thiết kế

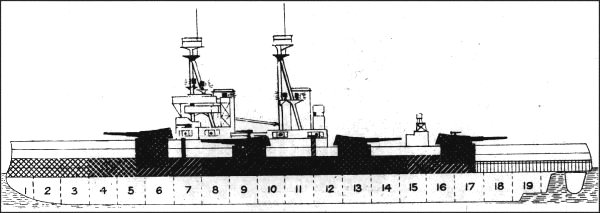
sơ đồ mạn của Bellerophon (1919)

Trong khi mang tính cách mạng, HMS Dreadnought cũng bộc lộ một số hạn chế. Dàn pháo hạng hai của nó bị xem là không đủ mạnh để chống lại kích cỡ ngày càng gia tăng của tàu phóng lôi, được cho là mối đe dọa chính của các hạm tàu nổi chủ lực vào thời đó. Do đó dàn pháo hạng hai của nó được tăng cường, việc bảo vệ chống ngư lôi được cải thiện dưới hình thức vách ngăn chống ngư lôi liên tục từ trước hầm đạn phía trước đến sau hầm đạn phía sau.
Ở dáng vẽ bên ngoài, Bellerophon nhìn tương tự như Dreadnought, với cùng sự sắp xếp dàn pháo chính gồm năm tháp pháo 12-inch nòng đôi. Dàn pháo hạng hai được bố trí trong các tháp pháo ụ trên cấu trúc thượng tầng và trên sàn tàu, pháo nhẹ hơn trên nóc các tháp pháo chính. Một tháp điều khiển ngư lôi được bố trí phía sau. Bellerophon khác biệt với hai cột ăn-ten ba chân giúp đi biển trong thời bình. Các thiết giáp hạm dreadnought 12-inch Anh độc đáo do nó sau đó được trang bị hai bộ điều khiển hỏa lực.
Bellerophon được chế tạo với 18 nồi hơi Babcock được sắp xếp thành ba nhóm 6 nồi hơi. Hệ thống động lực, do hãng Fairfield Shipbuilding and Engineering Company ở Govan chế tạo, bao gồm 4 turbine hơi nước Parsons với hộp số giảm tốc đơn, dẫn động bốn trục chân vịt cung cấp công suất 23.000 ihp (17.000 kW). Do sự cắt giảm các khoang dự trữ than, tầm xa hoạt động của nó chỉ có 5.720 nmi (10.590 km) ở tốc độ đường trường 10 hải lý trên giờ (19 km/h), được xem là vừa phải.

### Chế tạo
Được đặt lườn vào tháng mà Dreadnought được cho nhập biên chế, Bellerophon là chiếc dẫn đầu của lớp mang tên nó và là chiếc đầu tiên trong lớp được hoàn tất. Chi phí chế tạo nó là 1.763.491 Bảng Anh, khiến nó cũng là chiếc đắt nhất trong lớp. Bellerophon được đặt lườn vào ngày 6 tháng 12 năm 1906, hạ thủy vào ngày 27 tháng 7 năm 1907 và nhập biên chế cùng hạm đội vào ngày 20 tháng 2 năm 1909. Khi chạy thử máy, nó đạt được tốc độ tối đa 21,25 hải lý trên giờ (39 km/h), kém hơn các tàu chị em cùng lớp do công suất hệ thống động lực chỉ đạt 25.061 ihp (18.688 kW), so với 27.407 ihp (20.437 kW) của HMS Superb và 26.966 ihp (20.109 kW) của HMS Temeraire.

## Lịch sử hoạt động
Sau khi hoàn tất, Bellerophon gia nhập Hải đội Chiến trận 1 trực thuộc Hạm đội Nhà. Vào ngày 26 tháng 5 năm 1911, nó mắc tai nạn va chạm với chiếc tàu chiến-tuần dương HMS Inflexible; Bellerophon bị hư hại nhẹ trong khi Inflexible bị hư hại mũi tàu và buộc phải vào ụ tàu để sửa chữa cho đến tháng 11. Đến ngày 1 tháng 8 năm 1914, sau khi hạm đội được động viên và hình thành Hạm đội Grand, nó gia nhập Hải đội Chiến trận 4. Trên đường đi đến nơi neo đậu của hạm đội tại Scapa Flow, nó mắc tai nạn va chạm với chiếc SS St Clair vào ngày 27 tháng 8 ngoài khơi quần đảo Orkney nhưng không bị hư hại nào đáng kể. Vào tháng 5 năm 1915, nó đi đến Xưởng tàu Hoàng gia, Devonport cho một đợt tái trang bị.

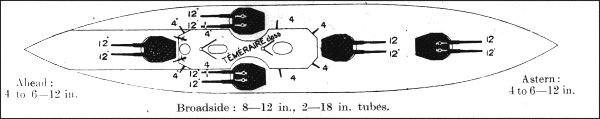
Sơ đồ của Bellerophon (1919)

Trong Trận Jutland, Bellerophon do Đại tá Hải quân Edward F. Bruen chỉ huy, nằm trong thành phần Đội thiết giáp 4 dưới quyền Chuẩn đô đốc Alexander Duff và trực thuộc Hải đội Chiến trận 4 của Phó đô đốc Doveton Sturdee. Hải đội Thiết giáp 4 được bố trí phía sau Hải đội Chiến trận 2 dẫn đầu thành phần chủ lực của hàng chiến trận, và Bellerophon đã bắn quả 62 đạn pháo 12-inch mà không bị bắn trúng phát đạn nào.
Sau trận này, nó thường xuyên tham gia càn quét cùng với các tàu chiến khác của Hạm đội Grand. Từ tháng 6 đến tháng 9 năm 1917, nó phục vụ như là soái hạm của Đội thiết giáp 2 thuộc Hải đội Chiến trận 4, mang cờ hiệu của Chuẩn đô đốc Roger Keyes, rồi của Chuẩn đô đốc Douglas Nicholson. Không giống các tàu chị em, nó không được bố trí cùng Hải đội Đông Địa Trung Hải Anh Quốc vào tháng 10 năm 1918.
Được đưa về lực lượng dự bị vào năm 1919 do dàn pháo chính yếu kém, Bellerophon và tàu chị em Superb được sử dụng để thực hành tháp pháo tại Trường tác xạ. Nó bị bán vào tháng 11 năm 1921 và bị tháo dỡ vào năm 1923. Hình ảnh của Bellerophon còn được lưu giữ trên tờ giấy bạc 10 dollar do Ngân hàng Hoàng gia Canada phát hành năm 1913.